# Петровское (Ишимбайский район)
Петро́вское (баш. Петровский) — село в Ишимбайском районе Башкортостана, административный центр Петровского сельсовета. Согласно переписи 2020 года население составляло 2106 человек.

## История
В 1786 году Мурзин Пармен Васильевич продаёт земли под будущее село Кошелеву Ивану Афанасьевичу. В 1791 году он продаёт его помещику Киндякову Василию Афанасьевичу, который привёз сюда своих крестьян. Башкирскому народу пришлось покинуть эти места и они ушли в близлежащие деревни Макарово и Кулгунино. Так на Белорецком тракте возникла деревушка Киндяково с барской усадьбой (ул. Почтовая). Ранее село имело название Екатериновка. В 1811 году сельцо Киндяково уже числится за его сыном Петром Киндяковым
В 1826 году была построена церковь в честь Святых Петра и Павла, Киндяково стало называться селом Петровским.
В 1834 году, по подушной переписи населения по дворам, «восьмая ревизия», помещицей села значится  Пашкова (Киндякова) Елизавета Петровна(1805—1854), дочь Петра Киндякова.
До революции центр Петровской волости Стерлитамакского уезда.
Село являлось центром Юрматынского кантона Автономной Башкирской Советской Республики.
В 1935 году был открыт кино-клуб со звуковым кино.
В 1936 году появился первый трактор. Аналогичный трактор стоит на постаменте на выезде из села в сторону Макарово.

## Население
| 1959 | 2002  | 2009  | 2010  |
| ---- | ----- | ----- | ----- |
| 3220 | ↘2759 | ↗2921 | ↘2580 |

## Географическое положение
Связан автодорогой с городами Ишимбаем, Стерлитамаком, деревнями Макарово, Кузяново.
Расстояние до:
- районного центра (Ишимбай): 35 км,
- ближайшей ж/д станции (Стерлитамак): 33 км.

## Улицы
| - улица Береговая - улица Ветеранов - улица Гагарина - улица Кооперативная | - улица Ленина - улица Лесная - улица Мажита Гафури - улица Механизаторов | - улица Молодёжная - улица Монтажников - улица Мостовая - улица Первомайская | - улица Полевая - улица Почтовая - улица Пушкина - улица Речная | - улица Садовая - улица Северная - улица Трудовая - улица Школьная |

## Социальная сфера
- Участковая больница
- МБОУ «СОШ с. Петровское»[7]
- ГБОУ «Петровский детский дом»[8]
- ГБОУ НПО «Профессиональное училище № 88»

## Религия
В селе есть православная церковь Петра и Павла и мечеть.

## Известные уроженцы
- Живов, Павел Евгеньевич (15 марта 1918 — 9 октября 2001) — знатный животновод, Герой Социалистического Труда.
- Тимонин, Анатолий Николаевич (род. 14 февраля 1955) — доктор юридических наук, профессор кафедры теории и истории государства и права Института права БашГУ.
- Ганцева, Халида Ханафиевна (род. 8 февраля 1948, Уфа) — в 1973—1976 гг. работала по распределению терапевтом Петровской участковой больницы Ишимбайского района БАССР, профессор, доктор медицинских наук.